# Baai van de Somme
De Baai van de Somme of Sommebaai (Frans: Baie de Somme) is een natuurgebied (nationaal natuurreservaat) in het departement Somme in Noord-Frankrijk. De plek kreeg het keurmerk Grand Site de France en ligt in het regionaal natuurpark Parc naturel marin estuaires picards et de la mer d'Opale en in het regionaal natuurpark Parc naturel régional Baie de Somme Picardie Maritime..
Deze baai heeft een oppervlakte van 70 km² en strekt zich uit van Le Hourdel tot Saint-Quentin-en-Tourmont. De baai wordt gevormd door het estuarium van de Somme, welke hier in Het Kanaal vloeit. Ook een kleiner riviertje, de Maye, mondt hier in de baai uit. De Baai van de Somme wordt internationaal erkend om zijn ecologische rijkdom; Het wordt beschouwd als een plaats van hoge ornithologische waarde. Het gebieden vormt een gunstige biotoop voor vogels, zowel overwinterende als trekvogels.
De baai bestaat uit slikken en schorren, en het zoete water wordt meegevoerd door de Fleuve marin côtier, een kuststroom langs de Picardische estuaria in noordelijke richting.
De baai is rijk aan levensvormen, zowel zeedieren, watervogels, zeehonden en dergelijke. Lamsoor, zulte en zeekraal zijn enkele van de kenmerkende planten op de schorren. Ook vanuit het oogpunt van cultuurhistorie is de baai van belang. Zo vertrok Willem de Veroveraar vanuit Saint-Valery-sur-Somme om Engeland te veroveren.